# Inducción magnética
La magnitud física que caracteriza al vector que representa al campo magnético recibe el nombre de vector inducción magnética y su símbolo es B. En algunos textos modernos recibe el nombre de intensidad de campo magnético (aunque inducción magnética e intensidad de campo magnético no son lo mismo), ya que es el campo real.
La inducción magnética ({\displaystyle B}) se crea o se induce por la intensidad de campo magnético ({\displaystyle H}), los cuales no son lo mismo, y depende de la siguiente fórmula:
{\displaystyle {\vec {B}}=\mu {\vec {H}}}
Donde μ es la permeabilidad magnética del material al cual se le está induciendo el magnetismo. Para el caso del aire {\displaystyle \mu \ =\mu _{0}\ =4\pi \cdot 10^{-7}\ [{\text{H/m}}]}; donde {\displaystyle H} es henrio y {\displaystyle m} es metro.
La Intensidad de campo magnético ({\displaystyle H}) se mide en [{\displaystyle {\text{A/m}}}] en SI.
La unidad de la inducción magnética en el Sistema Internacional de Unidades es el tesla.
Está dado por:
{\displaystyle {\vec {B}}={\frac {\mu _{0}}{4\pi }}{\frac {(q{\vec {v}})\times {\hat {u}}_{r}}{r^{2}}}}
donde {\displaystyle B} es la densidad del flujo magnético generado por una carga que se mueve a una velocidad {\displaystyle v} a una distancia {\displaystyle r} de la carga, y {\displaystyle u_{r}} es el vector unitario que une la carga con el punto donde se mide {\displaystyle B} (el punto {\displaystyle r}).
o bien también:
{\displaystyle {\vec {B}}={\frac {\mu _{0}}{4\pi }}\oint {\frac {(Id{\vec {l}})\times {\hat {u}}_{r}}{r^{2}}}}
donde {\displaystyle B} es la densidad del flujo magnético generado por un conductor por el cual pasa una corriente {\displaystyle I}, a una distancia {\displaystyle r}.
La fórmula de esta definición se llama ley de Biot-Savart, y es en magnetismo
la equivalente a la ley de Coulomb de la electrostática, pues sirve para calcular
las fuerzas que actúan en cargas en movimiento.
Todos los métodos de inducción magnética pueden resumirse mediante una simple expresión llamada ley de Faraday, que relaciona la fuerza electromotriz inducida en un circuito con el cambio de flujo magnético a través del circuito.

## Historia
Fue Michael Faraday (1791-1867), físico y químico inglés, quien descubrió la inducción electromagnética, al relacionar el movimiento mecánico y el magnetismo con la corriente eléctrica. En 1831 descubrió las corrientes inducidas, al observar el fenómeno en un circuito provisto de un galvanómetro al abrir y cerrar otro circuito contiguo conectado a una batería, los cuales compartían un núcleo de hierro dulce. Ese mismo año descubrió que al acercar y al alejar un imán a una bobina, también se generaba una corriente inducida. Faraday demostró que la condición esencial para que se produzca la inducción magnética de una corriente eléctrica, es que el circuito conductor corte el sistema de líneas que representan la fuerza magnética que emana de un imán o de otra corriente.
50 años más tarde, Nikola Tesla (1856-1943), el inventor e ingeniero eléctrico serbio, tras discutir en París con su jefe Thomas Alva Edison (descubridor de la corriente continua), emigró a EE. UU., en donde, en 1887, desarrolló el primer motor de inducción de corriente alterna y el sistema polifásico, para trasladar la electricidad a largas distancias. Tesla fue el primero en encender 200 lámparas ubicadas a casi 50 kilómetros de distancia, sin usar cables. Los amplios conocimientos adquiridos llevaron a Tesla a descubrir los fundamentos de la corriente alterna y a inventar la radio, erróneamente atribuida a Guillermo Marconi.
La primera aplicación de la tecnología descubierta por Tesla fue en las cataratas del Niágara, en donde se construyó la primera central hidroeléctrica en 1893, consiguiendo en 1896 transmitir electricidad a la ciudad de Búfalo, NY, EUA. Con el apoyo financiero de George Westinghouse, la corriente alterna sustituyó a la continua, y a pesar de lo ignorado que siempre fue, Tesla es considerado el padre de la industria eléctrica.

## Flujo magnético
El flujo magnético es el análogo magnético al flujo eléctrico. Está relacionado con el número de líneas de campo magnético que pasan a través de un área determinada. En la imagen 1, el campo magnético es perpendicular al área limitada por un simple circuito formado por una vuelta de conductor. En este caso, el flujo magnético se define como el producto del campo magnético B y el área S limitada por el circuito:
{\displaystyle \Phi ={\vec {B}}\cdot {\vec {S}}\,\!} 5
La unidad de flujo magnético es la del campo magnético multiplicada por la unidad del área, tesla-metro cuadrado, y se denomina weber (Wb):
1 Wb = 1 V·s = 1 T·m2 = 1 m2·kg·s-2·A-1.
Como el campo magnético es proporcional al número de líneas de campo magnético por unidad de área, el flujo magnético es proporcional al número de líneas que atraviesan el área.